# Karl Schade
Karl Schade fou un teòric musical alemany de la primera meitat del segle XIX
Fou professor de cant de les escoles municipals de Halberstadt, i publicà:
- Darstellung einer Reihenfolge melodischer, rythm’scher und dynamischer Uebungen als Beitrage zur Förderung des Gesangs in Volksschulen (1828);
- Singebuch für deutsche Volksschulen (1828);
- Singebuch für Schulen (1829);
- Kurze und griindliche Elementar-Gesangbildungslehre (1831);
- Ueber den Zweck des Gesanggunterrichts in Schulen (1831).